# Blood Surf – Angriff aus der Tiefe
Blood Surf – Angriff aus der Tiefe ist ein US-amerikanischer Horrorfilm aus dem Jahr 2000.

## Handlung
Die beiden Extremsurfer Bog und Jeremy wollen mit Produzent Zack und dessen Freundin und Kamerafrau Cecily eine Surf-Dokumentation drehen. Dazu wollen sie zu einer abgelegenen Insel reisen, vor der besonders viele aggressive Haie vorkommen sollen. Sie versuchen, John Dirks als Führer zu den Gewässern zu gewinnen, welcher zunächst ablehnt, es sich später jedoch anders überlegt. Mit auf den Weg machen sich auch Dirks’ Freundin Artie sowie die junge Einheimische Lemmya und ihre Eltern Sonny und Melba. Dirks wird unterwegs von Visionen heimgesucht, in der Menschen im Wasser von etwas Unbekanntem angegriffen und getötet werden.
Im Zielgebiet angekommen, macht sich das Filmteam an die Arbeit. Mit blutigen Fleischabfällen werden Haie angelockt, zwischen denen Bog und Jeremy surfen. Cecily filmt das Ganze aus dem Wasser, als etwas ihr Bein berührt und sie in Panik gerät. Die Crew kann sich ans Ufer retten und kann kurz darauf beobachten, wie die Haie plötzlich offensichtlich von einem sehr großen Angreifer getötet werden. Sie beschließen, die Dreharbeiten erst am nächsten Tag fortzusetzen. Lemmya und Jeremy erkunden eine alte Tempelanlage im Innern der Insel und kommen sich dabei näher. Währenddessen greift ein riesiges Krokodil das Boot an, auf dem Sonny und Melba warten und tötet beide. Nachdem Jeremy eingeschlafen ist, erkundigt Lemmya alleine die Gegend um den Tempel und wird dabei ebenfalls von dem Riesenkrokodil getötet. Jeremy alarmiert die am Strand wartenden Bog, Zack und Cecily. Die drei wollen sich auf ihr Boot retten, finden es jedoch zerstört vor. Sie können einen Teil ihrer Ausrüstung bergen und fliehen ins Innere der Insel, wo sie von einer Bande Piraten gefangen genommen werden, die sie auf ihr Boot verschleppen wollen. Dort angelangt, werden sie erneut von dem Krokodil angegriffen. Bog, Jeremy und Cecily gelingt es, alle Piraten bis auf einen dem Ungeheuer zum Fraß vorzuwerfen. Dem überlebenden Piraten gelingt es, den Treibstofftank des Boots in Brand zu setzen. Kurz bevor das Boot explodiert, retten sich Bog, Jeremy, Zack und Cecily ins Wasser, wo sie von Dirks und Artie, die mit Dirks’ eigenem Boot ankommen, gerettet werden.
Dirks berichtet, dass es sich bei dem Ungeheuer um ein etwa zehn Meter langes Salzwasserkrokodil handelt, welches ihn schon einmal angegriffen habe und dabei die von ihm geführten Reisenden tötete. Das Krokodil greift das Boot an und tötet Jeremy. Nun will Dirks das Monstrum endgültig vernichten. Er will das Krokodil auf ein Riff locken, um es dann mit dem im Boot lagernden Sprengstoff zu töten. Er steuert sein Schiff auf das Riff und fordert die anderen auf, zur Insel zu gehen, während er das Ungeheuer anlocken und töten will. Bog, Cecily und Artie erreichen das Ufer, Zack verliert die Nerven und versucht mit einem Surfbrett an Land zu kommen, wird aber vom Krokodil gefressen. Dirks kommt bei dem Versuch, das Ungeheuer zu sprengen, ums Leben. Da die Explosion ausbleibt, beschließt Bog, zum Boot zurückzukehren. Cecily und Artie fliehen derweil zu der alten Tempelanlage, da dort Süßwasser fließt, in welchem das Salzwasserkrokodil umkommen würde. Unterwegs werden sie von dem überlebenden Piraten angegriffen, können ihn aber überwältigen und töten. Das Krokodil folgt den beiden ins Innere der Insel, wo sie sich am Ufer eines Süßwasserflusses in Sicherheit bringen. Etwas später taucht Bog mit dem Sprengstoff von Dirks’ Boot auf. Sie errichten eine künstlich Brücke über den Fluss und locken das Riesenkrokodil auf die andere Seite. Dort sprengen sie einen Felsen, unter dem das Ungeheuer begraben wird.
In der Annahme, das Krokodil sei tot, tritt Artie ihm mehrmals wütend gegen den Kopf. Dadurch erwacht es jedoch wieder und frisst Artie. Bog und Cecily fliehen über die Insel. Das Ungeheuer folgt ihnen, alle rutschen dabei einen Abhang hinunter, wobei das Riesenkrokodil von einem spitzen Felsen durchbohrt wird. Bog und Cecily, die nun vom endgültigen Tod des Monsters ausgehen, kommen sich in einer kleinen Lagune näher.
Die letzte Einstellung des Films schwenkt auf die blutige Felsspitze, die das Krokodil durchbohrte, von der es sich aber offenbar wieder befreien konnte.

## Rezeption
„James D.R. Hickox (Sabertooth – Angriff des Säbelzahntigers) schuf mit einfachen Mitteln einen mittelmäßigen Kroko-Horror. Die Story ist zwar einfach, macht aber irgendwie Spaß. Die allesamt recht unbekannten Schauspieler agieren bestenfalls auf durchschnittlichem TV-Niveau, lediglich Duncan Regehr konnte als John Dirks halbwegs überzeugen. Das Krokodil hingegen sorgt auf Grund der unbeholfenen Animation für unfreiwillige Lacheffekte. Für einen FSK 16 Film waren jedoch einige sehr blutige Einlagen enthalten, die auch hartgesottenen Splatter-Fans gefallen dürften. Der Film ist sicherlich kein Meisterwerk, sorgt aber für kurzweilige Unterhaltung.“

„Eine Kokosnuss hat mehr darstellerisches Vermögen als die Mimen. Der Schund nimmt sich dabei sogar noch ernst. Fazit: Ohne den Film war die Welt ein besserer Ort.“

## Hintergrund

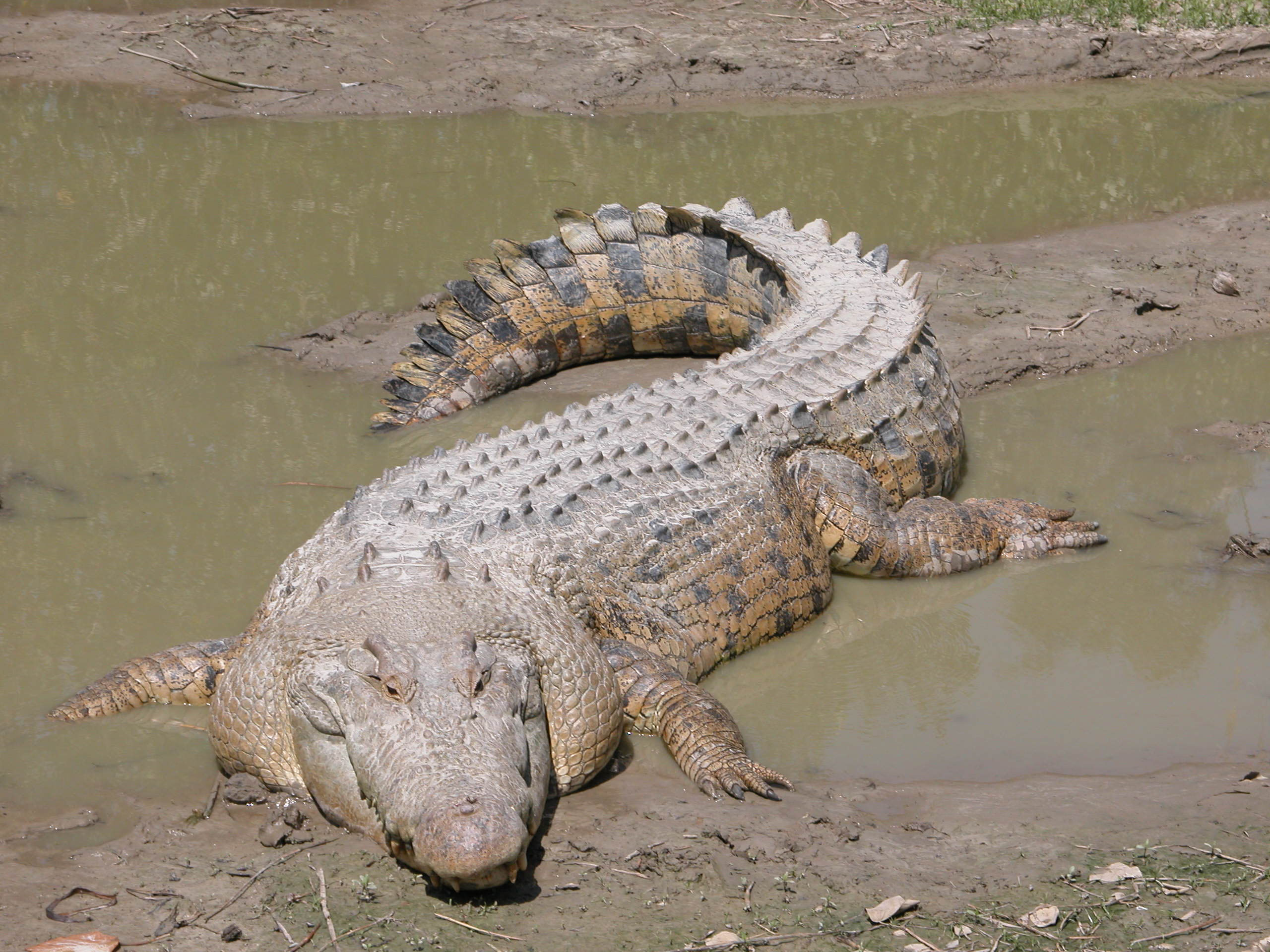
Salzwasserkrokodil

Reale Salzwasserkrokodile (Leistenkrokodile) sind nicht nur in Salzwasser lebensfähig, sondern können auch in Süßwasserflüssen und Seen weitab des Ozeans überleben. Die Männchen können eine Länge von über fünf Metern erreichen.
Der Originaltitel des Films verweist auf den Namen der Gattung Crocodylus, zu der das Leistenkrokodil und die meisten anderen Krokodilarten gehören.